# Samuel Ajayi Crowther
Pour les articles homonymes, voir Ajayi et Crowther.
Samuel Ajayi Crowther (né à Osogun dans l'empire d'Oyo, en 1806 ou plus sûrement 1809 - mort le 31 décembre 1891 à Lagos dans la colonie de Lagos) est le premier évêque noir de l'histoire de l'anglicanisme.

## Biographie
En 1821, à l'âge de douze (ou quinze) ans, il est capturé, avec sa mère, son petit frère et d'autres membres de sa famille, par des trafiquants d'esclave musulman d'origine peul, qui le vendent ensuite à des négriers portugais. Le navire est intercepté, avant même qu'il ne quitte le port, par la marine britannique dans le cadre de la lutte contre la traite négrière. Embarqué sur le navire du capitaine Henry Leeke, il est conduit à Freetown, au Sierra Leone, colonie britannique érigée en refuge pour les ex-esclaves libérés par la Royal Navy.
À Freetown, il est pris en charge par la Church Mission Society (CMS, société missionnaire anglicane) ; il est baptisé le 11 décembre 1825 par le P. John Raban et prend le nom du vicaire de la Christ Church Greyfriars de Newgate, à Londres, Samuel Crowther - un des premiers membres de la CMS. Il apprend l'anglais.
Après une formation en Angleterre (1826-1827) et à Freetown (au Fourah Bay College, le premier établissement d'enseignement supérieur occidental en Afrique de l'Ouest - il étudie le latin, le grec et le temne), il devient enseignant. Il épouse une maîtresse d'école, Assano (également libérée du bateau portugais qui avait amené Samuel Crowther en Sierra Leone en 1821). Il participe à l'expédition britannique de 1841 sur le fleuve Niger.
Il est ordonné prêtre en 1843, et retrouve le pays yoruba en tant que missionnaire. En 1851, il se rend en Angleterre, où il rencontre la reine Victoria et Lord Palmerston, alors Premier ministre. Une biographie de Crowther est publiée à Londres l'année suivante (A. F. Childe, Good out of evil, or, The history of Adjai, Londres, Wertheim & Macintosh 1852). En 1854, il participe à une seconde expédition sur le Niger. À Lagos, il se lie avec James Pinson Labulo Davies ; ils participent tous deux à la fondation de « l'Académie » (The Academy), un centre culturel et social pour la diffusion des connaissances.
Le 29 juin 1864, il est consacré évêque pour le sud du Nigeria en la cathédrale de Canterbury le 29 juin. Il est alors mis en avant par les autorités religieuses et coloniales pour démontrer la volonté du colonisateur de permettre aux indigènes de prendre en main à terme leur propre destinée. Cependant, il manifesta a contrario la prégnance voire le renforcement des préjugés raciaux et la réalité des rapports de force entre indigènes et européens en situation coloniale lorsqu'il se voit contraint de démissionner en 1890 : les missionnaires blancs ne peuvent désormais accepter d'obéir à un évêque noir.
Il rédige un vocabulaire et une grammaire yoruba, et est l'un des principaux contributeurs à la traduction du Livre de la prière commune et de la Bible dans cette langue - publiée après sa mort, en 1900. Il est également l'auteur de travaux sur les langues igbo et nupe.
Samuel Ajayi Crowther est le grand-père de l'homme politique nigérian Herbert Macaulay.